# فرانسه نو

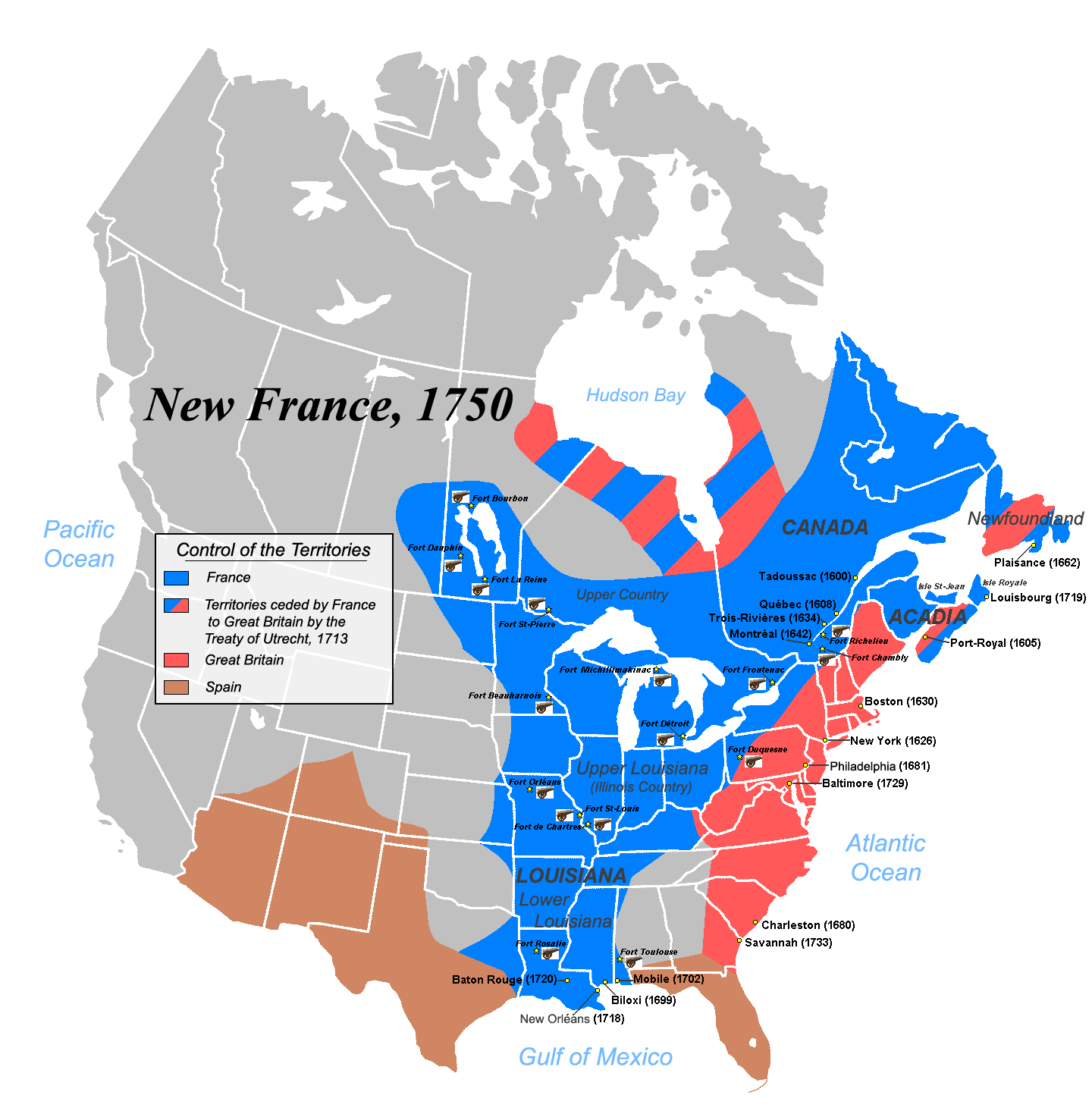
نقشهٔ فرانسهٔ نو و بخش‌بندی‌اش پیرامون ۱۷۵۰ میلادی

فرانسهٔ نو (به فرانسوی: Nouvelle-France) نام مستعمره پیشین فرانسه در آمریکای شمالی است. این مستعمره با کشف رود سنت لورنس از سوی ژاک کارتیه در ۱۵۴۳ برپاشده و با واگذاریش به انگلستان و اسپانیا در ۱۷۶۳ به پایان راه رسید. فرانسهٔ نو در نقطهٔ اوجش در ۱۷۱۲ از نیوفاندلند تا رشته‌کوه راکی و از خلیج هادسن تا خلیج مکزیک کشیده می‌شد.
در آینده فرانسهٔ نو به پنج بخش با ادارهٔ جداگانه تقسیم شد. پس از پیمان اوترخت فرانسه از مستعمره‌هایش چشم پوشید و مستعمرهٔ ایل رویال را پایه نهاد.
مرکز این مستعمره کبک بود. زبان رسمی آن هم فرانسوی و کیش مستعمره‌نشینان مسیحیت کاتولیک بود.